# Кандагар
Кандага́р (англійською /ˈkændəˌhɑːr/; пушту: کندهار Kandahār, дарі: قندهار, Qandahār) — місто в південному Афганістані, столиця однойменної провінції. Розташоване на річці Гільменд (дарі, пушту هلمند).
Населення 651 480 осіб (2021).
В період з 1747–1776 — столиця Афганістану. Тут розташований мавзолей засновника афганської держави Ахмад-шаха (дарі احمدشاه).
У Кандагарі розташовувалася штаб-квартира руху «Талібан».

## Клімат
Місто розташоване у зоні, котра характеризується кліматом тропічних степів. Найтепліший місяць — липень із середньою температурою 31.7 °C (89 °F). Найхолодніший місяць — січень, із середньою температурою 6.7 °С (44 °F).
| Клімат Кандагара        | Клімат Кандагара | Клімат Кандагара | Клімат Кандагара | Клімат Кандагара | Клімат Кандагара | Клімат Кандагара | Клімат Кандагара | Клімат Кандагара | Клімат Кандагара | Клімат Кандагара | Клімат Кандагара | Клімат Кандагара | Клімат Кандагара |
| Показник                | Січ.             | Лют.             | Бер.             | Квіт.            | Трав.            | Черв.            | Лип.             | Серп.            | Вер.             | Жовт.            | Лист.            | Груд.            | Рік              |
| Абсолютний максимум, °C | 22               | 28               | 31               | 39               | 41               | 43               | 43               | 43               | 40               | 35               | 28               | 25               | 43               |
| Середній максимум, °C   | 13               | 17               | 22               | 27               | 33               | 38               | 40               | 38               | 34               | 28               | 19               | 14               | 27               |
| Середня температура, °C | 6                | 9                | 14               | 19               | 24               | 29               | 31               | 29               | 24               | 17               | 10               | 6                | 18               |
| Середній мінімум, °C    | 0                | 2                | 7                | 12               | 16               | 20               | 23               | 20               | 15               | 7                | 2                | −1               | 10               |
| Абсолютний мінімум, °C  | −12              | −7               | −2               | 2                | 8                | 12               | 16               | 12               | 6                | −1               | −10              | −12              | −12              |
| Норма опадів, мм        | 20               | 20               | 40               | 30               | 0                | 0                | 0                | 0                | 0                | 0                | 0                | 30               | 180              |
| Днів з дощем            | 2                | 2                | 3                | 3                | 1                | 0                | 0                | 0                | 0                | 0                | 0                | 2                | 16               |
| Вологість повітря, %    | 52               | 53               | 50               | 45               | 31               | 23               | 26               | 21               | 19               | 23               | 39               | 54               | 36               |
| ----------------------- | ---------------- | ---------------- | ---------------- | ---------------- | ---------------- | ---------------- | ---------------- | ---------------- | ---------------- | ---------------- | ---------------- | ---------------- | ---------------- |
| Джерело: Weatherbase    |                  |                  |                  |                  |                  |                  |                  |                  |                  |                  |                  |                  |                  |

## Персоналії
- Малалай Какар (пушту ملالۍ کاکړ; 1967—2008) — найвідоміша поліцейська в Ісламській Республіці Афганістан (2001—2021).

## Галерея

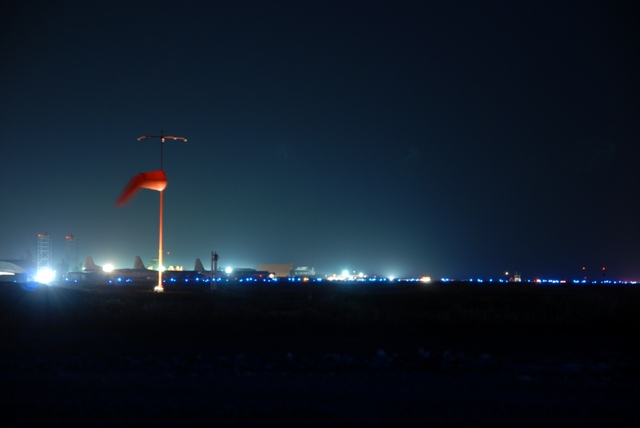
Кандагар (аеропорт)
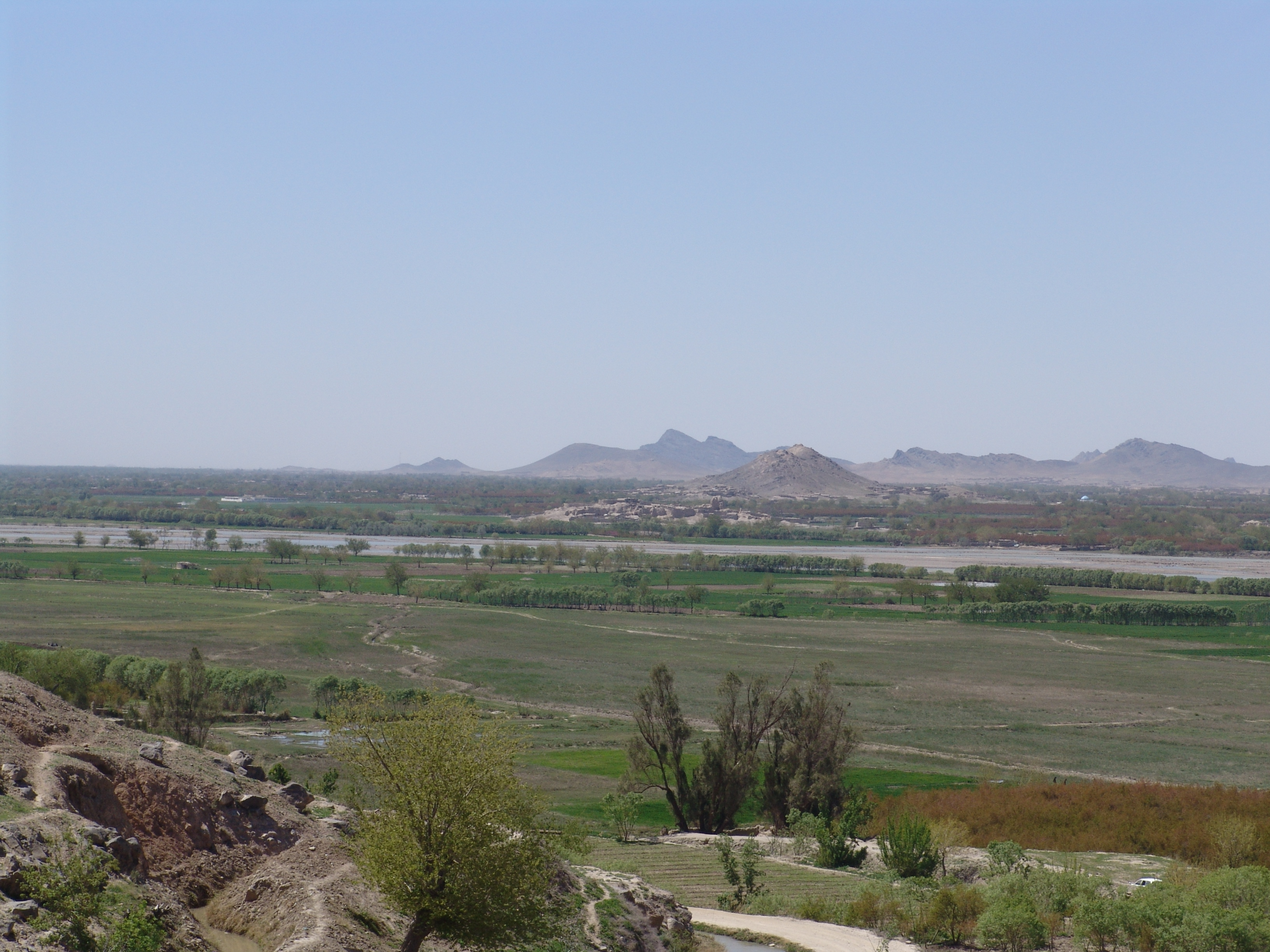
Вид на долину Архандаб на околиці міста
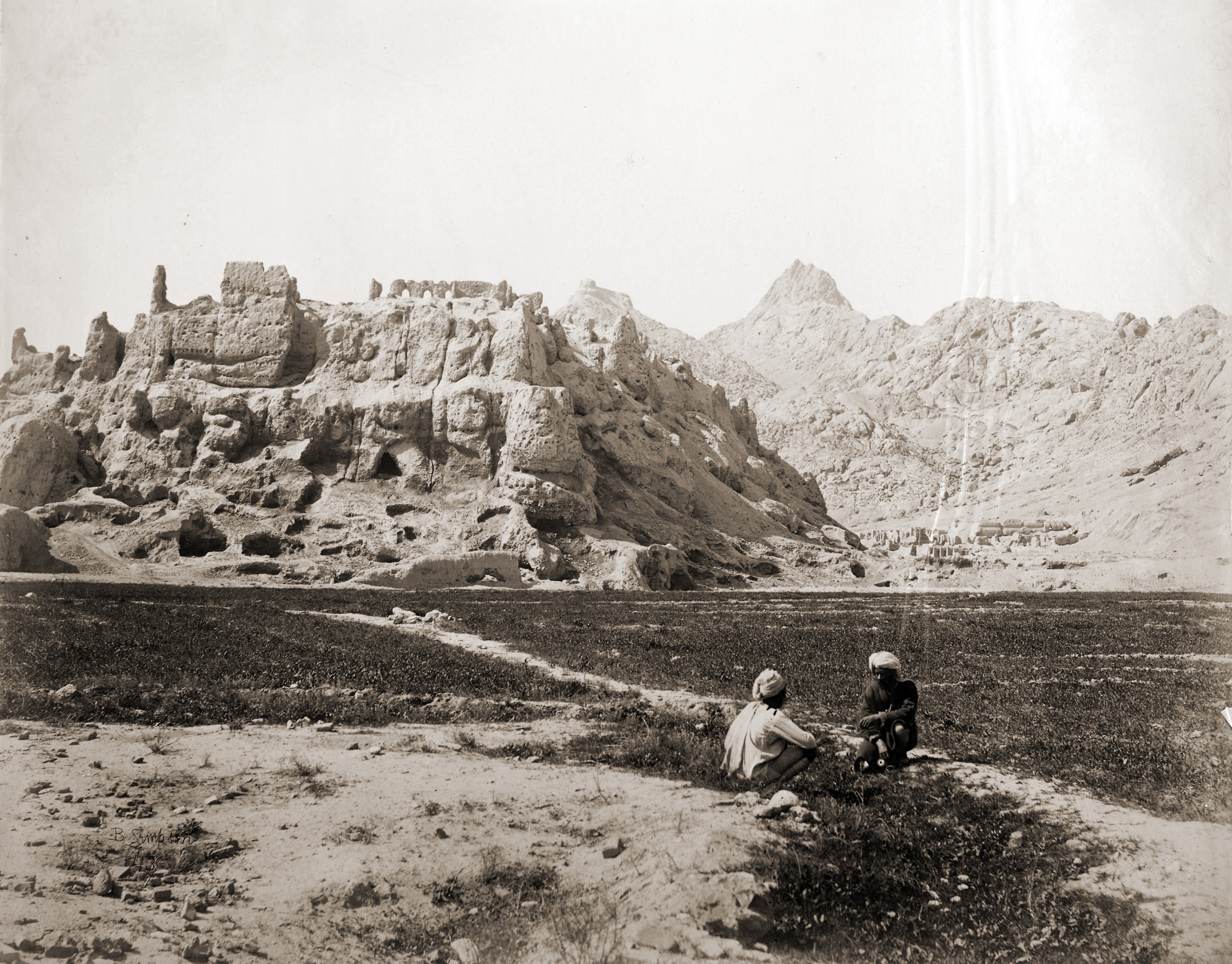
Зруйнована цитадель, 1881
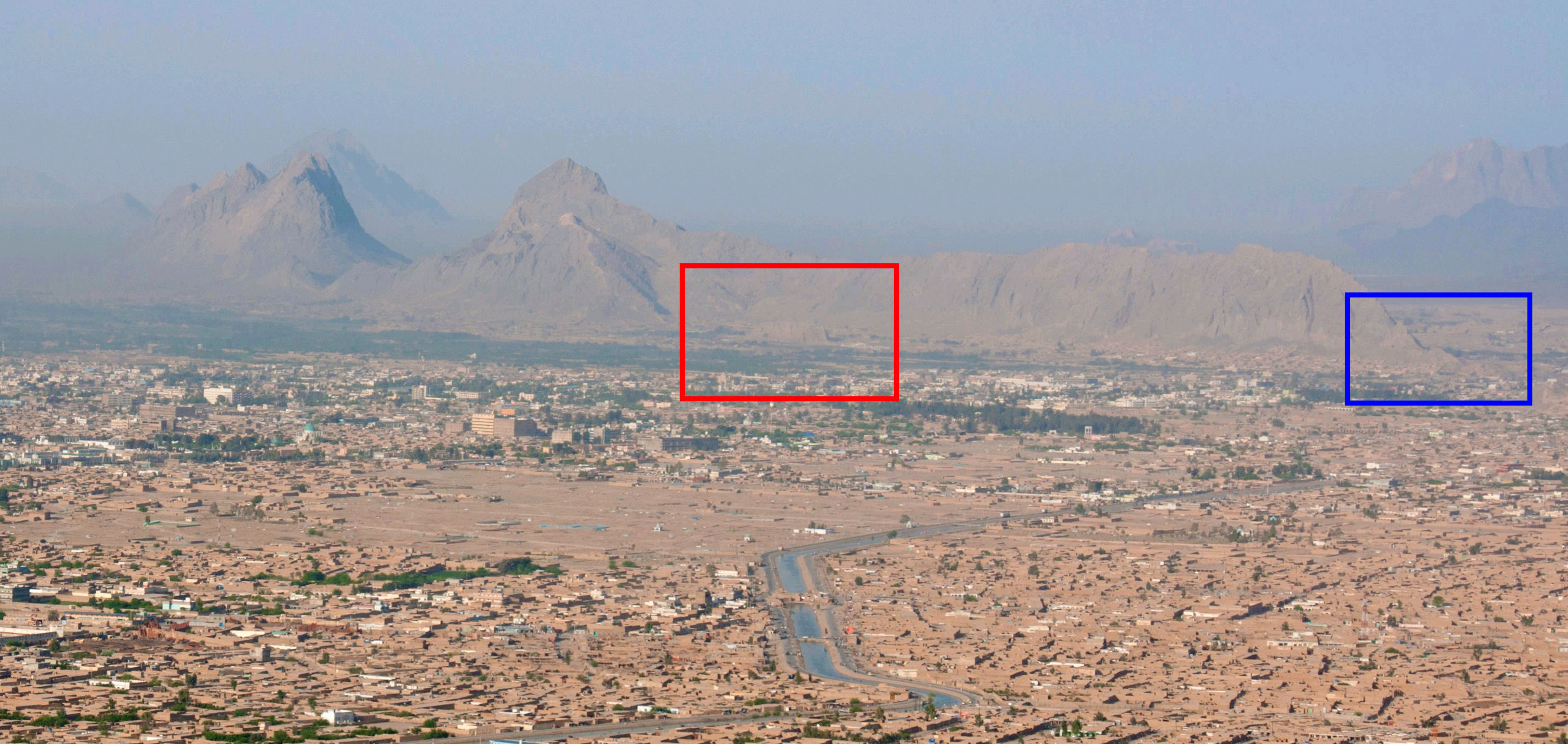
Давнє місто Старого Кандагара (червоний) та гори (синій) на західній стороні
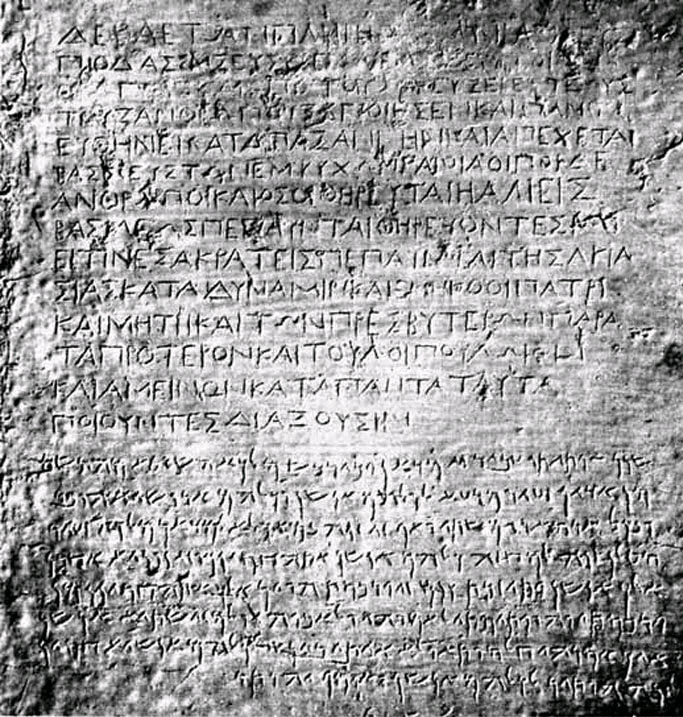
Кандагарський двомовний кам'яний напис (грецька та арамейська мови) імператора Ашоки, III століття до н. е.
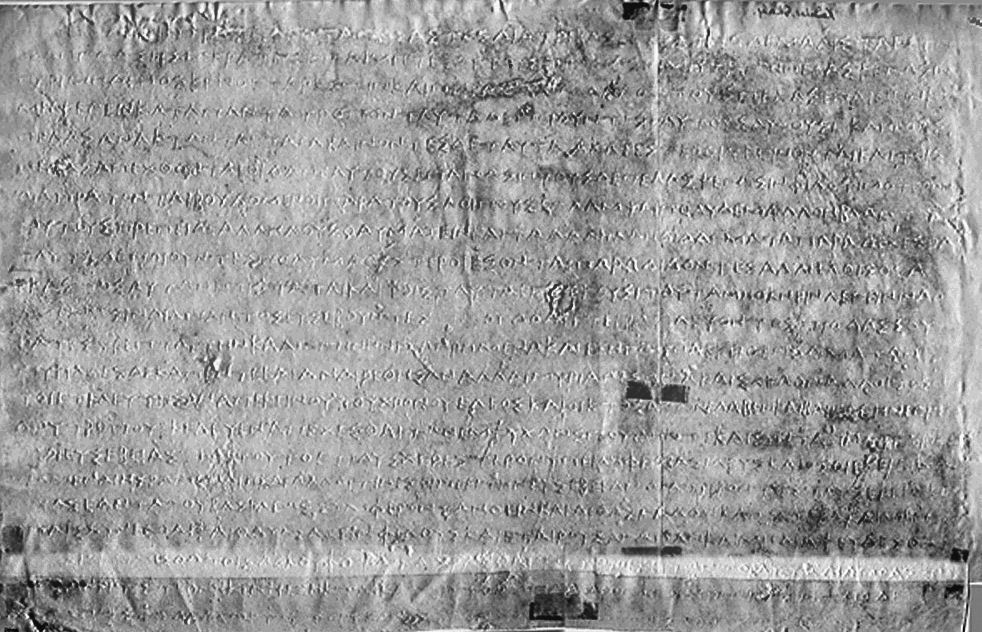
Кандагарський грецький напис (едикти 12 и 13) імператора Ашоки, зі Старого Кандагара, III століття до н. е.